# 国際裁判所
国際裁判所（こくさいさいばんしょ、英: international court、またはinternational tribunal）とは、国際裁判を行うために、複数の国家により構成される国際機関によって設立される組織の総称である。「裁判所」、「委員会」など、様々な名称がつけられ、固有の施設や裁判官の有無を問わない。

## 分類

### アドホック仲裁裁判
個々の紛争ごとに設置される臨時の国際裁判所が行う国際裁判のことを、総称して国際仲裁裁判という。裁判官の選任方法や裁判の基準は、紛争ごとに紛争当事国の間で結ばれる協定（仲裁契約）によって決定される。1872年に英米間のアラバマ号事件を解決したことによりその効果が認められるなど、最も古くから用いられている国際裁判の方式であり、現代においても国際裁判の多くは、特定の紛争を処理するため個々に設置されるこうした仲裁裁判所で行われる。これらは裁判終了後に解散される。

### アドホック刑事裁判
個人の国際犯罪を裁くための裁判所である。古くは第一次世界大戦後に戦争犯罪を裁くために設置が主張され、第二次世界大戦後に設置されたニュルンベルク国際軍事裁判所や極東国際軍事裁判所、1990年代に設置された旧ユーゴスラビア国際刑事裁判所やルワンダ国際刑事裁判所を経て、2003年には常設的な国際刑事裁判所が設置された。アドホック刑事裁判所のうち、主なものを以下に挙げる。
| 裁判所名                               | 英語略称 | 設置機関・国                   | 活動期間  | 公式HP |
| -------------------------------------- | -------- | ------------------------------ | --------- | ------ |
| ニュルンベルク国際軍事裁判所           | IMT      | 連合国                         | 1945-1946 |        |
| 極東国際軍事裁判所                     | IMTFE    | 連合国                         | 1946-1948 |        |
| 旧ユーゴスラビア国際刑事裁判所         | ICTY     | 国連安保理                     | 1993-2017 |        |
| ルワンダ国際刑事裁判所                 | ICTR     | 国連安保理                     | 1994-2015 |        |
| 東ティモールディリ地区裁判所特別パネル | DDC      | 国連東ティモール暫定行政機構   | 2000-2006 |        |
| シエラレオネ特別裁判所                 | SCSL     | 国連安保理                     | 2002-2013 |        |
| カンボジア特別法廷                     | ECCC     | 国連総会、およびカンボジア政府 | 2006-現在 |        |
| レバノン特別裁判所                     | STL      | 国連安保理                     | 2009-現在 |        |

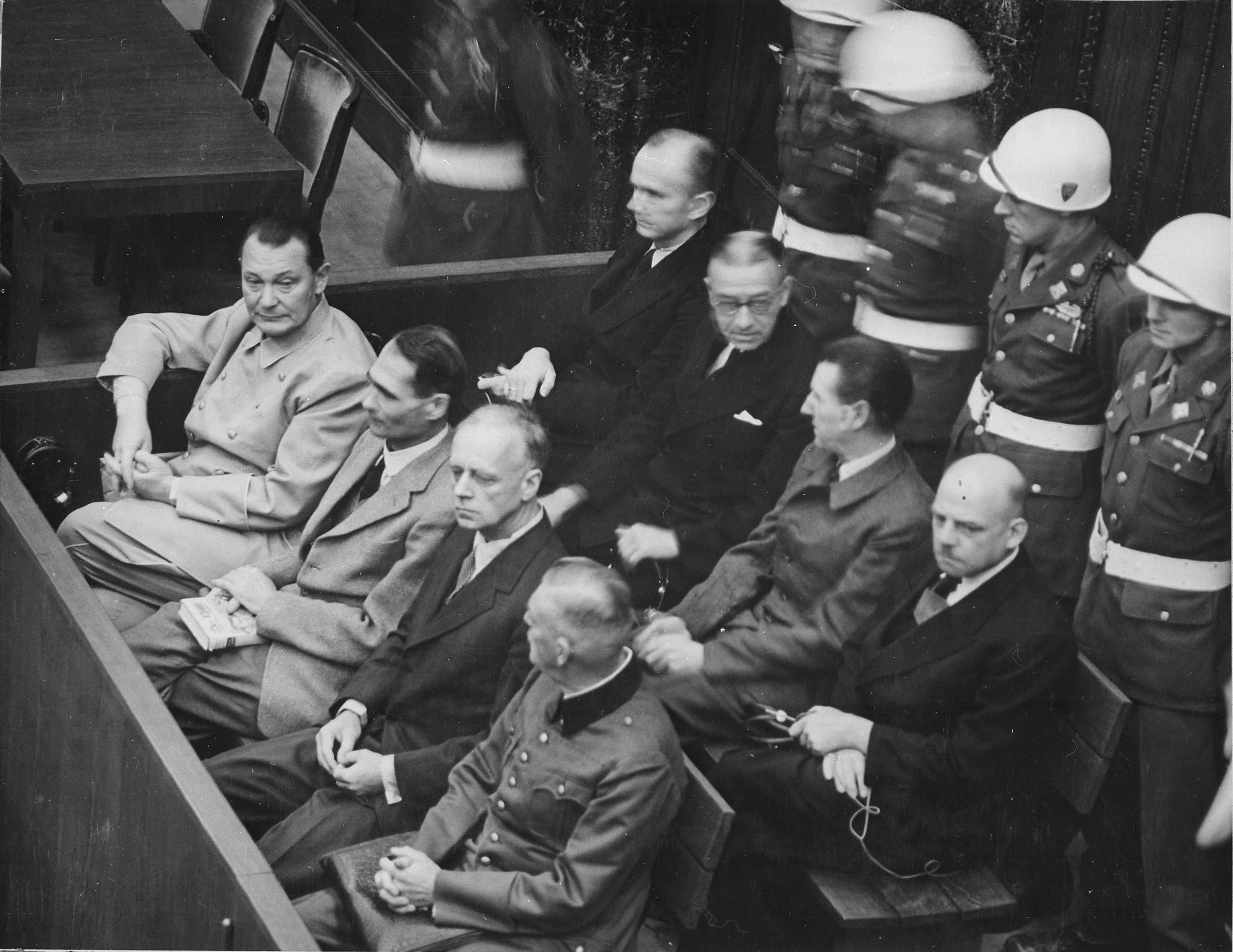
ニュルンベルク国際軍事裁判所の被告席
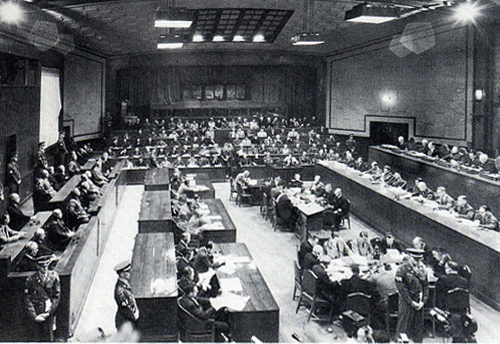
極東国際軍事裁判所の公判の様子
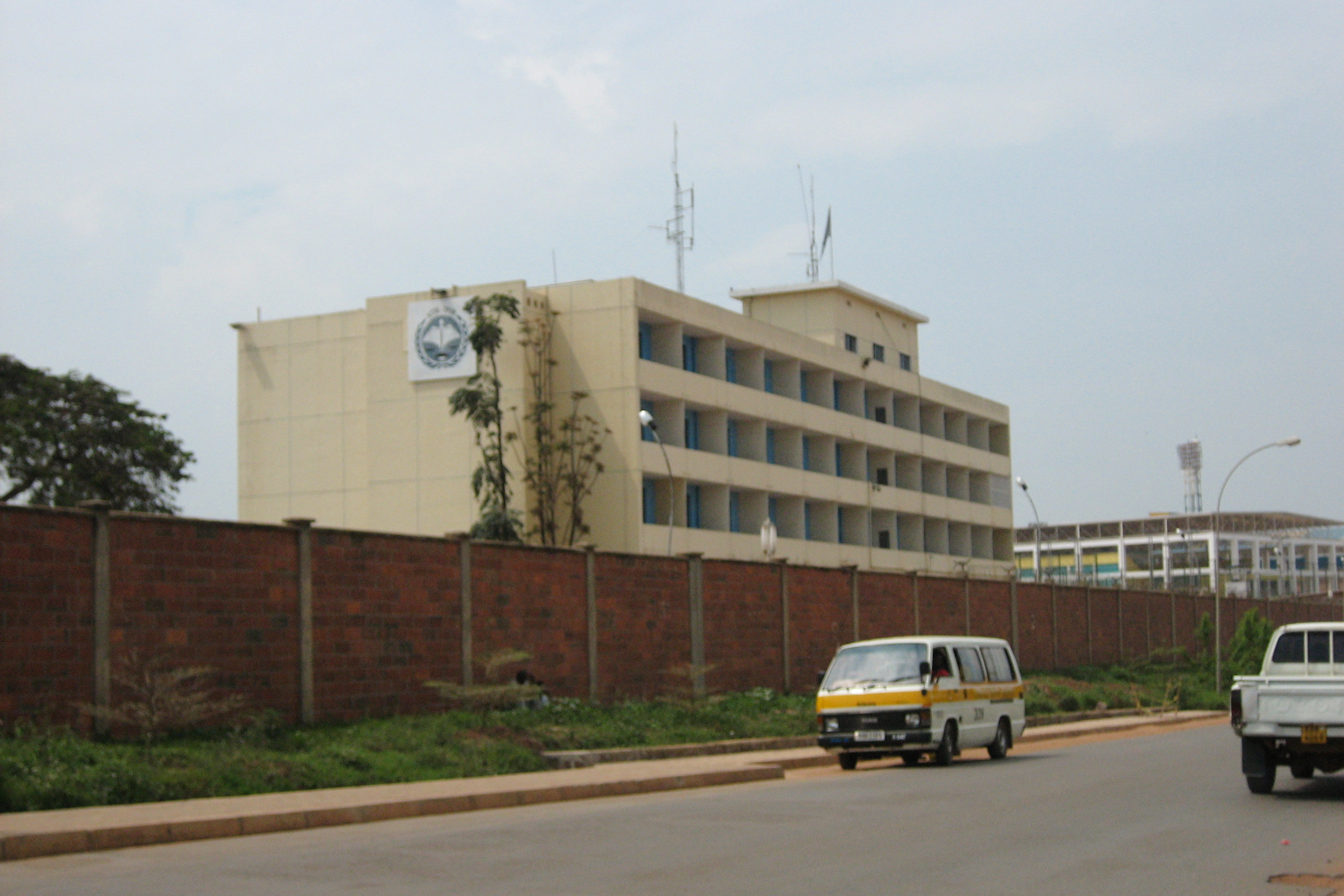
ルワンダ国際刑事裁判所
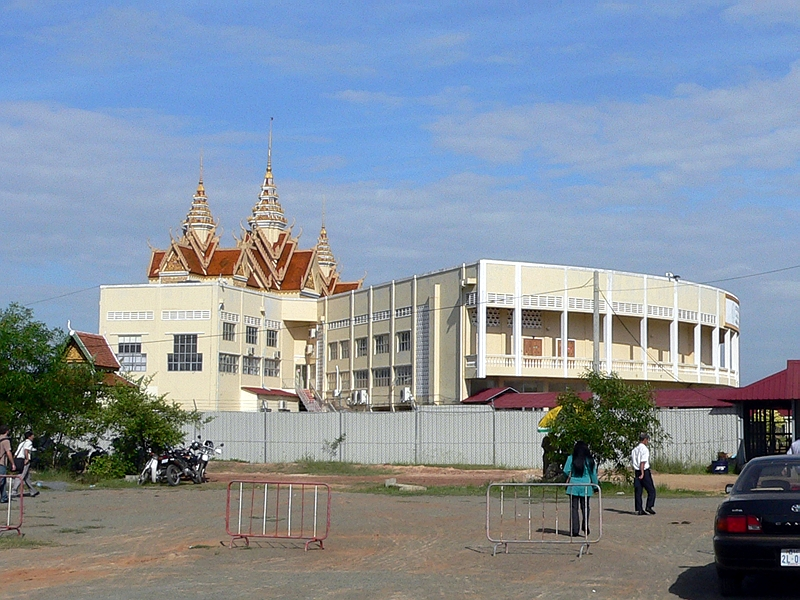
カンボジア特別法廷
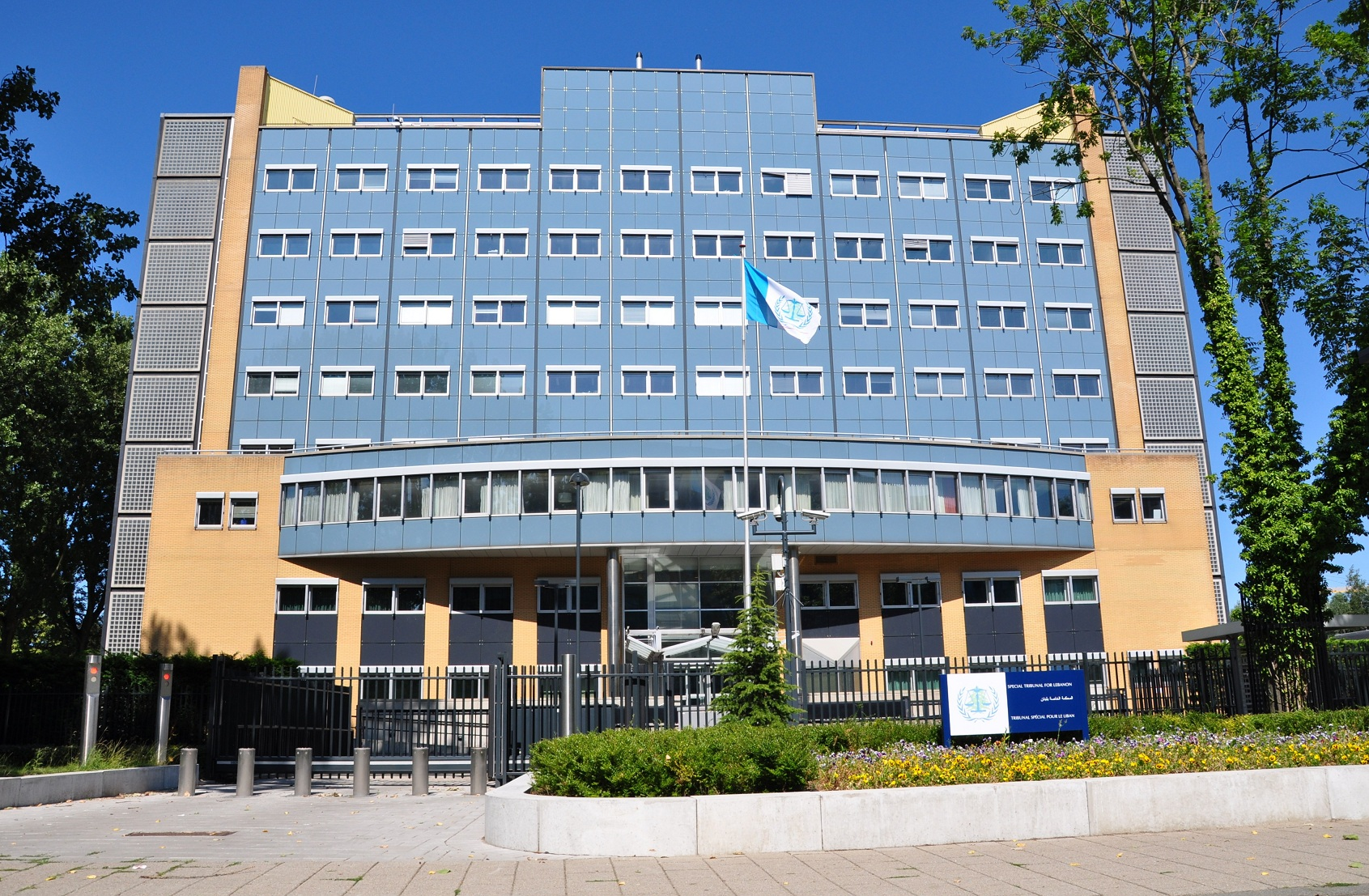
レバノン特別裁判所（英語版）

### 常設
現在設置されている常設的な国際裁判所のうち、全世界的なものとしては、固有の施設を持ち15人の裁判官が常駐する国際司法裁判所をはじめ、国連海洋法条約の解釈・適用に関する紛争を処理する国際海洋法裁判所などがあり、また地域的な常設の裁判所としては欧州司法裁判所や米州人権裁判所などがある。以下活動地域ごとに分けて主なものを紹介する。

#### 全世界
| 英語略称 | 裁判所名                          | 設置機関・国                     | 活動期間            | 公式HP |
| -------- | --------------------------------- | -------------------------------- | ------------------- | ------ |
| ICJ PCIJ | 国際司法裁判所 常設国際司法裁判所 | 国際連合 国際連盟                | 1946-現在 1922-1946 |        |
| PCA      | 常設仲裁裁判所                    | 万国平和会議                     | 1899-現在           |        |
| DSB      | WTO紛争解決機関                   | WTO                              | 1994-現在           |        |
| ITLOS    | 国際海洋法裁判所                  | 国連海洋法条約締約国             | 1996-現在           |        |
| ICC      | 国際刑事裁判所                    | 国際刑事裁判所規程締約国         | 2003-現在           |        |
| ICSID    | 投資紛争解決国際センター          | 国際復興開発銀行                 | 1966-現在           |        |
| 特に無し | 自由権規約人権委員会              | 国際人権B規約第1選択議定書締約国 | 1976-現在           |        |

国際司法裁判所が設置されている平和宮
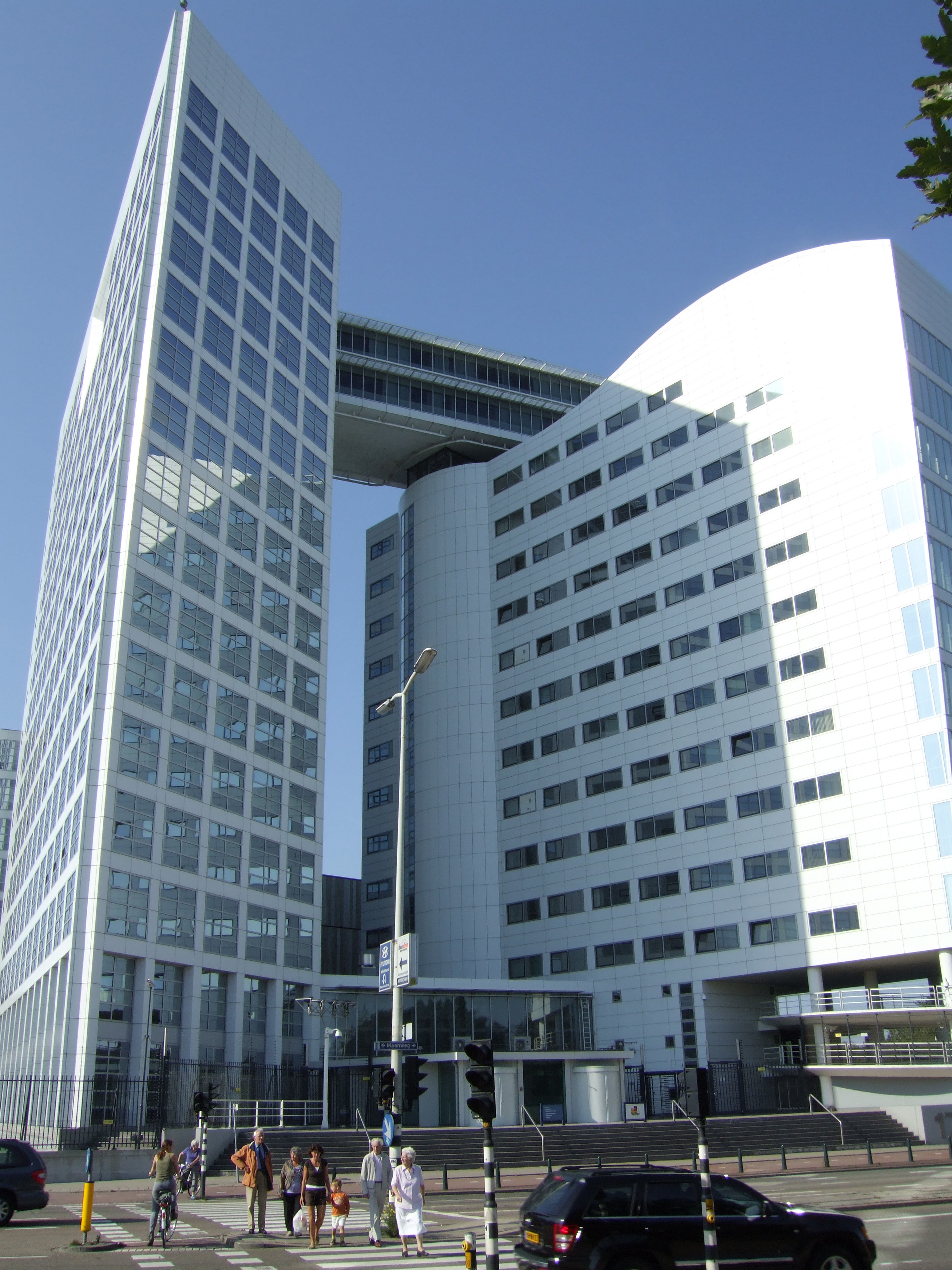
国際刑事裁判所
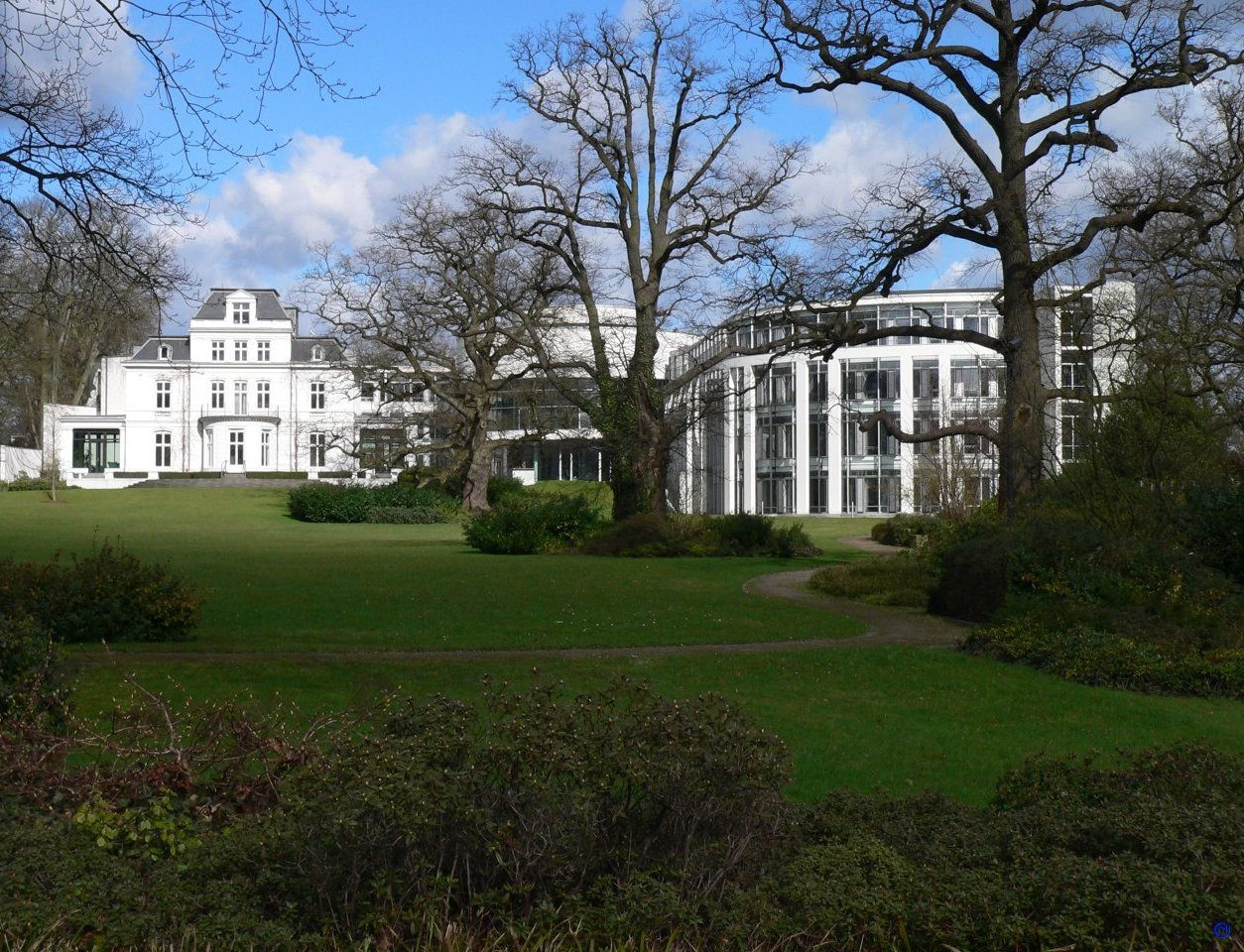
国際海洋法裁判所

#### アフリカ地域
| 裁判所名                     | 英語略称      | 設置機関・国           | 活動期間  | 公式HP |
| ---------------------------- | ------------- | ---------------------- | --------- | ------ |
| アフリカ人権裁判所           | AfCHPR        | アフリカ連合           | 2004-現在 |        |
| 東アフリカ司法裁判所         | EACJ          | 東アフリカ共同体       | 2000-現在 |        |
| 南部アフリカ開発共同体裁判所 | SADC Tribunal | 南部アフリカ開発共同体 | 1992-現在 |        |

#### アメリカ地域
| 裁判所名                 | 英語略称 | 設置機関・国       | 活動期間  | 公式HP |
| ------------------------ | -------- | ------------------ | --------- | ------ |
| カリブ司法裁判所         | CCJ      | カリブ共同体       | 2001-現在 |        |
| 中米司法裁判所（戦前）   | CACJ     | 中米和平会議       | 1907-1918 |        |
| 中米司法裁判所（戦後）   | CCJ      | 中米統合機構       | 1992-現在 |        |
| アンデス共同体司法裁判所 | TJAC     | アンデス共同体     | 1979-現在 |        |
| 東部カリブ上級裁判所     | ECSC     | 東カリブ諸国機構   | 1967-現在 |        |
| 米州人権裁判所           | IACHR    | 米州人権条約締約国 | 1978-現在 |        |

#### ヨーロッパ地域
| 裁判所名                           | 英語略称   | 設置機関・国       | 活動期間  | 公式HP |
| ---------------------------------- | ---------- | ------------------ | --------- | ------ |
| ベネルクス司法裁判所               | 特に無し   | ベネルクス三国     | 1975-現在 |        |
| 独立国家共同体経済裁判所           | 特に無し   | 独立国家共同体     | 1994-現在 |        |
| 欧州会計監査院                     | ECA        | EU                 | 1977-現在 |        |
| 欧州人権裁判所                     | ECtHR      | 欧州評議会         | 1959-現在 |        |
| 欧州連合司法裁判所                 | CJEU       | EU                 | 1952-現在 |        |
| 欧州自由貿易連合裁判所             | EFTA Court | 欧州経済領域加盟国 | 1994-現在 |        |
| 欧州原子力裁判所                   | ENET       | 欧州地域の16カ国   | 1960-現在 |        |
| ボスニア・ヘルツェゴビナ人権裁判部 | HRC        | デイトン合意締約国 | 1996-2003 |        |